# Hyperaeschra ochreata
Hyperaeschra ochreata är en fjärilsart som beskrevs av Barnes och Mcdunnough 1912. Hyperaeschra ochreata ingår i släktet Hyperaeschra och familjen tandspinnare. Inga underarter finns listade i Catalogue of Life.